# Luyten b
Luyten b (més conegut com a GJ 273b) és un exoplaneta confirmat, probablement rocós, que orbita dins de la zona habitable de la nana vermella anomenada estrella de Luyten. És un dels planetes més semblants a la Terra mai trobats i és el tercer exoplaneta potencialment més proper conegut, a una distància de 12,2 anys llum. Només Proxima Centauri b i Ross 128 b estan més a prop. Descobert juntament amb GJ 273c el juny de 2017, Luyten b és una superterra del voltant de tres vegades la massa de la Terra i rep només un 6 % més de llum solar que la Terra, la qual cosa el converteix en un dels millors candidats per a l'habitabilitat. L'octubre de 2017, l'organització sense ànim de lucre METI (Messaging Extraterrestrial Intelligence) va enviar un missatge que contenia dotzenes de composicions musicals curtes i un «tutorial» científic per al planeta amb l'esperança de contactar a qualsevol civilització extraterrestre potencial.

## Habitabilitat
A diferència de molts altres exoplanetes potencialment habitables que orbiten nanes vermelles, com Proxima b i els planetes TRAPPIST-1, Luyten b té l'avantatge d'estar en òrbita al voltant d'un amfitrió molt silenciós. L'estrella de Luyten té un període de rotació molt llarg de 118 dies i no és propens a les poderoses erupcions solars. Els esdeveniments de centelleig prou forts poden despullar a les atmosferes dels planetes en òrbita i eliminar les seves possibilitats d'habitabilitat; un bon exemple d'això és Kepler-438b. No obstant això, amb la baixa activitat del seu amfitrió, és probable que Luyten b retingui qualsevol atmosfera durant milers de milions d'anys, la qual cosa potencialment permet el desenvolupament de la vida.
Té un valor d'Índex de similitud de la Terra (ESI) de 0,86, que vincula a Luyten b amb Ross 128 b com el quart ESI més alt de qualsevol planeta confirmat.